# ティモ・ホンケラ
ティモ・ウンタモ・ホンケラ（Timo Untamo Honkela、1962年8月4日 - 2020年5月9日）は、フィンランドのコンピュータ科学者である。
2014年から2018年まで、ヘルシンキ大学と国立図書館のデジタル化センターで、デジタル資料研究の教授を務めた 。それ以前には、アールト大学の芸術・デザイン・建築学部と理工学部で非常勤教授として働いていた。彼はヘルシンキ工科大学から博士号を取得している 。彼は自身の研究や仕事について、375人の人文主義者という共同ブログで紹介していた 。ティモ・ホンケラは、知識工学、認知モデリング、自然言語処理などに関する複数の分野で研究を行っていた。ホンケラはカラヨキ出身である。1998年から2000年まで、アールトメディアラボで教授として働いていた。メディアラボには、コーホネン自己組織化マップ（SOM）という技術を持ち込み、芸術家やデザイナーと密接に協力していた 。2001年には、ジョージ・レグラディと共同で、パリの国立近代美術館 (フランス)にインタラクティブな展示作品「Pockets Full of Memories」を制作した。この作品は、レグラディが考案したもので、来場者が自分の持ち物をスキャンしてデータベースに登録し、その後コーホネン自己組織化マップアルゴリズムによって整理されるというものだった 。2017年にはフィンランド語で本を出版した。この本ピースマシン「Rauhankone」（英語:peace machine）では、人工知能や機械学習を人類のために設計し、実践的に人々が互いに平和に暮らすのを助けるという彼の考えを紹介している 。2020年5月9日、彼はヘルシンキで亡くなった 。

## 来日
- 2018年6月、ホンケラ教授は東洋大学情報連携学部（INIAD）で「ピースマシン」の概念を紹介する講演会を開催した[1]。この講演会では、人工知能や機械学習を使って人間同士の相互理解を助けることで、争いをなくすことを目指すピースマシンのアイデアや、その実現に向けた研究や活動について語った[1]。
- この講演会には、INIAD学部長の坂村健教授や駐日フィンランド大使館のスタッフなどが参加した。ホンケラ教授は、「この場から、テクノロジーを使って平和な社会を実現する共同作業を始めたい」と呼びかけた[1]。
- ホンケラ教授はまた、フィンランドセンターでパネルディスカッションにも参加した[2]。このパネルディスカッションでは、ピースマシンの考え方に共感した坂村健氏や、駐日フィンランド大使館のカウリ・カイヴァラ氏などとともに、人工知能と平和に関する話題について議論した[2]。

## 主な著作
- Timo Honkela, Wlodzislaw Duch, Mark Girolami and Samuel Kaski (editors): Artificial Neural Networks and Machine Learning, Springer, 2011. ISBN 978-3-642-21735-7.
- Jorma Laaksonen and Timo Honkela (editors): Advances in Self-Organizing Maps, Springer, 2011. ISBN 978-3-642-21566-7.
- Timo Honkela: Rauhankone. Gaudeamus, 2017. ISBN 978-952-495-438-9.